# ريغي ماكنزي
ريغي ماكنزي (بالإنجليزية: Reggie McKenzie)‏ هو لاعب كرة قدم أمريكية أمريكي، ولد في 27 يوليو 1950 في ديترويت في الولايات المتحدة.

## وصلات خارجية
- ريغي ماكنزي على موقع مرجع كرة القدم المحترفة.كوم (الإنجليزية)
- ريغي ماكنزي على موقع IMDb (الإنجليزية)